# Stazione di Artogne-Gianico
La stazione di Artogne-Gianico è una fermata ferroviaria della linea Brescia-Iseo-Edolo. Situata nel territorio di Artogne, serve quest'ultimo comune e quello di Gianico.

## Storia
La fermata entrò in servizio il 30 dicembre 1907, con l'apertura al pubblico del tronco ferroviario da Pisogne a Breno. Da subito fu servita da tre coppie di corse Pisogne-Breno, ma a partire dal 1º febbraio 1908, quest'ultima relazione fu unificata con quella proveniente dalla stazione di Brescia.
Dopo alcuni anni in cui si fermavano solo alcune coppie di corse Brescia-Darfo, il servizio viaggiatori presso la fermata fu soppresso completamente il 15 giugno 2008.

## Strutture e impianti
Il fabbricato viaggiatori è costruito nello stesso stile delle fermate della Società Nazionale Ferrovie e Tramvie (SNFT) nella variante con terrazzo.
L'impianto è composto dal solo binario di corsa della linea ferroviaria. Nonostante l'assenza di un servizio ferroviario presso la fermata, è presente una banchina, lunga 75 m.

## Movimento
La fermata non è servita da alcuna tipologia di trasporto pubblico ferroviario.